# Uvariastrum modestum
Uvariastrum modestum är en kirimojaväxtart som beskrevs av Friedrich Ludwig Diels. Uvariastrum modestum ingår i släktet Uvariastrum och familjen kirimojaväxter. Inga underarter finns listade i Catalogue of Life.